# Синьял-Чурино
Синья́л-Чу́рино (чув. Çĕньял Чуракасси) — деревня в Красноармейском районе Чувашской Республики.

## География
Находится в северной части Чувашии, на расстоянии приблизительно 11 км на юг-юго-восток по прямой от районного центра села Красноармейское.

## История
Известна с 1858 года как околоток деревни Чурина (ныне не существует). В 1897 году был учтен 241 житель, в 1906 — 59 дворов, 288 жителей, в 1926 — 56 дворов, 297 жителей, в 1939—310 жителей, в 1979—541. В 2002 году было 143 двора, в 2010—114 домохозяйств. В 1930 году был образован колхоз «Интернационал», в 2010 году действовали ООО «Восток», ООО «Шивбосинское». До 2021 года входила в состав Алманчинского сельского поселения до его упразднения.

## Население
Постоянное население составляло 361 человек (чуваши 94 %) в 2002 году, 278 в 2010.